# Robin le robot
 (février 2017).
Si vous disposez d'ouvrages ou d'articles de référence ou si vous connaissez des sites web de qualité traitant du thème abordé ici, merci de compléter l'article en donnant les références utiles à sa vérifiabilité et en les liant à la section « Notes et références ».
Robin le robot (Rob the Robot) est une série télévisée d'animation canadienne en 104 épisodes de 11 minutes créée par Manuel Rosen, produite par Amberwood Entertainment et One Animation, diffusée du 7 septembre 2010 au 17 janvier 2017 sur TVOntario.
Cette série a eu un large succès auprès des enfants et a été produite par le studio One Animation actuellement connu pour sa série au succès étendu Oddbods destinée à tout âge.
Au Québec, elle a été diffusée sur TFO et à partir de l'été 2013 à la Télévision de Radio-Canada.

## Synopsis
Robin et ses amis, tous des robots parcourent la galaxie robotique dans le but d'accomplir des tâches diverses.

## Voix québécoises
- Claudia-Laurie Corbeil : Brico
- Pierre-Étienne Rouillard : Tourni-Contrôle
- Véronique Marchand : Robin
- Noémie P. Charbonneau : Emma
- Eloisa Cervantes : TK
- Alexis Plante : Opus
- Xiao Yi Hernan : Orbite

 Source et légende : version québécoise (VQ) sur Doublage.qc.ca